# Daniel Paulli
Daniel Paulli (23. maj 1640 i Rostock – 14. november 1684 i København) var en dansk-tysk avisudgiver, forlægger og boghandler. Han var skaberen af avisjournalistikken i Danmark.

## Opvækst og tidlig karriere
Daniel Paulli var søn af Simon Paulli og Elisabeth Fabricius, er født i Rostock, men vistnok opdraget i København.
1664 var han ansat ved en boghandel i Nürnberg, da han kaldtes hjem af boghandlerenkerne efter henholdsvis Joachim Moltke og Johan Moltke, Helvig Moltke (født Petri) og Martha Moltke (født Hansdatter) for at forestå Københavns største boghandel.

## Boghandler og forlægger
8. april 1665 fik han bevilling som kongelig boghandler, men kun kort tid blev han Bestyrer af bogladen, da enkernes uenighed bevirkede handelens ophør. Bryderier og processer var følgen for Paulli, men tvang ham også ind på selvstændig virksomhed. Han skaffede sig bevilling på forlagsret til adskillige bøger, erhvervede en del af det Moltkeske bos forlagsskrifter, indforskrevne bøger, kobbere og plader for 4000 Rigsdaler, købte 2 huse i Skindergade og åbnede der sin boglade.
1667-1677 var han auktionsdirektør. Også på Børsen havde han udsalg og i Frankfurt am Main en forlagshandel.
Han har forlagt ikke få danske værker; hans forretning har været solid, men ikke storstilet. Thomas Kingos aandelige Sjungekor udkom hos ham, og selv foranstaltede han 1680 en salmesamling: Den sjungende Gudsfrygts, som står højt over de samtidige. En i hans sidste år forberedt udgave af en billedbibel, et pragtværk, hvoraf prøveark haves, afbrødes ved hans tidlige død.

## Avisudgiveren
Størst betydning har Paulli som avisudgiver. Hans privilegium er af 22. oktober 1672, men allerede i juli var den tyske avis Extraordinaire Relationes begyndt at udgå omtrent 3 gange om ugen med mange tillæg, under Skånske Krig mod Sverige ledsaget af en Oeresundische Relation ("Øresundske efterretninger") med indenlandske nyheder.
Fra november 1672 udkom en dansk månedavis og fra september 1675 hver uge Dansk Advis. Herved har Paulli så at sige skabt en dansk dagspresse; før bød tyske ugeaviser væsentlig et tarveligt udpluk af hamburger-blade. Paulli havde korrespondenter i udlandet, forbindelser ved hæren og i regeringskredsene. Sproget er livligt, de indenlandske nyheder udførlige og pålidelige, et rigt materiale af politiske og militære aktstykker ledsager aviserne. I kommerciel henseende var meddelelser af veksel- og bankkursen i Amsterdam og Hamburg, af skibs- og handelsefterretninger en nyhed, ligesom månedsavisens årlige bogfortegnelse, Mercurius librarius Danicus, bød et hidtil ukendt litterært hjælpemiddel.
I august 1667 havde Paulli ægtet Margrethe Würgers, der overlevede ham og fortsatte boghandelen.